# Sommarafton på Skagen, konstnären och hans hustru
Sommarafton på Skagen, konstnären och hans hustru (danska: Sommeraften ved Skagens strand. Kunstneren og hans hustru) är en oljemålning från 1899 av den danske Skagenkonstnären Peder Severin Krøyer. Målningen tillhör Den Hirschsprungske Samling i Köpenhamn. 
Målningen visar konstnären, hans hustru Marie Krøyer och hunden Rap på stranden vid Skagen på Jyllands nordspets. De gifte sig 1889 och dottern Vibeke föddes 1895. På denna målning spanar Marie ut mot havet medan konstnären ser mot henne och tillgivet håller hennes arm. Vid tidpunkten hade Krøyer drabbats av mental ohälsa. Året därpå blev han inlagd på sjukhus och 1902 inledde Marie en relation med den svenske tonsättaren Hugo Alfvén som hon senare gifte sig med.

## Liknande målningar av P.S. Krøyer

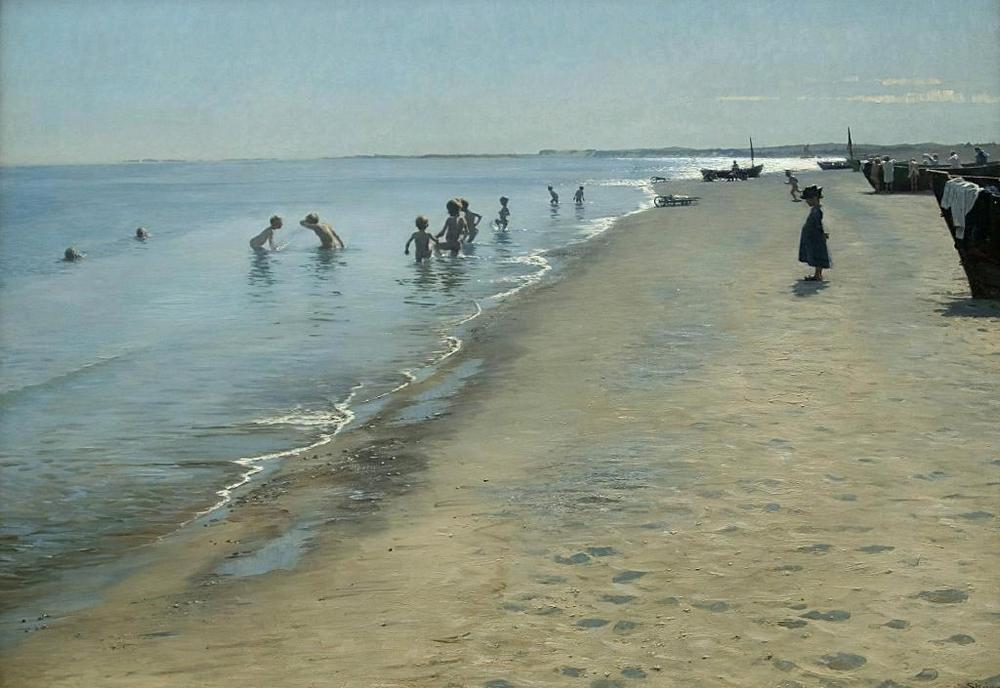
Sommardag på Skagen Sønderstrand (1884), Den Hirschsprungske Samling.
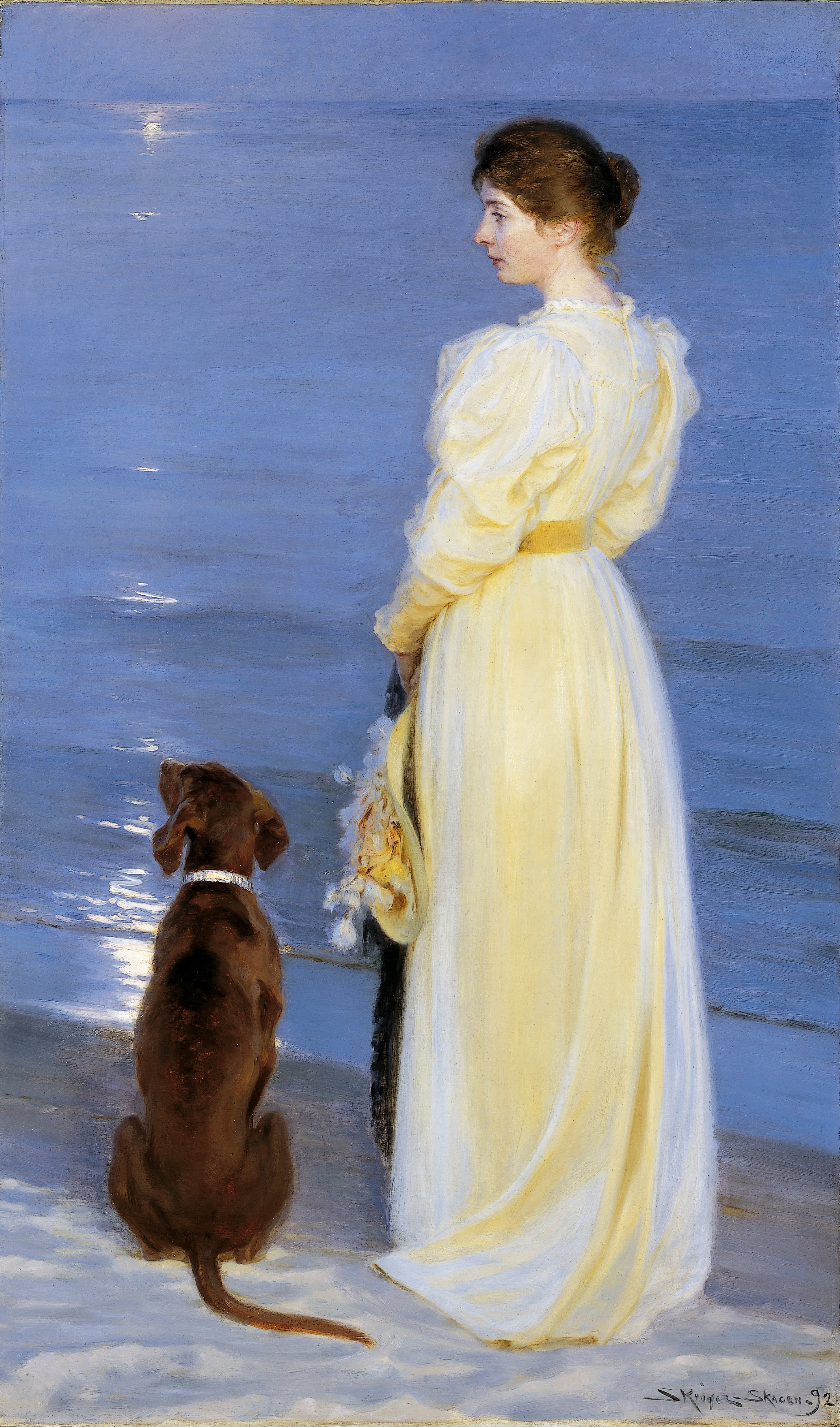
Sommarafton på Skagen, konstnärens hustru med hund vid strandkanten (1892), Skagens Museum.
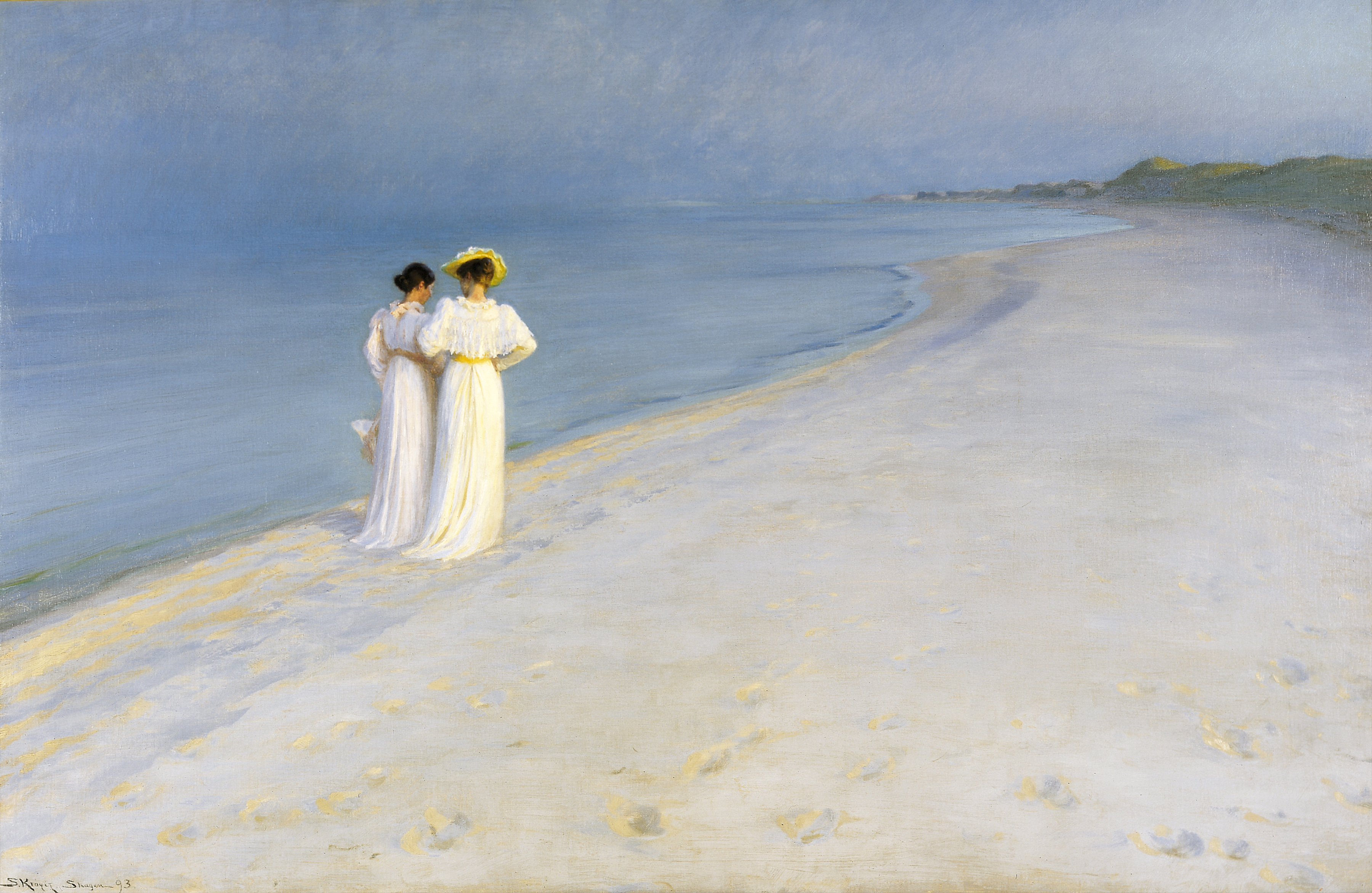
Sommarafton på Skagen Sønderstrand (1893), Skagens Museum.
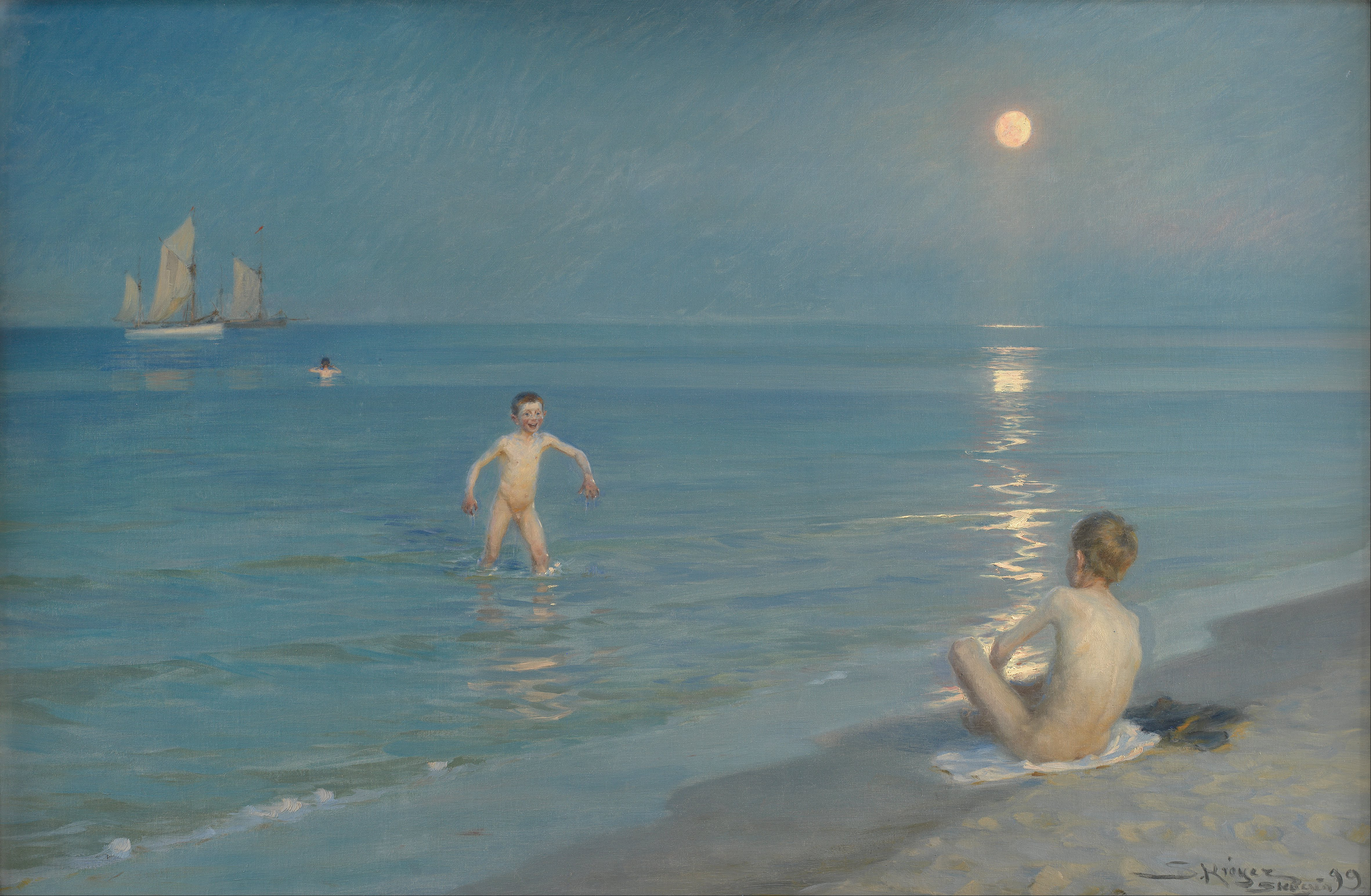
Badande pojkar en sommarkväll vid Skagens strand (1899), Statens Museum for Kunst.